# Auguste Jullien
Pour les articles homonymes, voir Jullien.
Marc Antoine Auguste Jullien, né le 8 avril 1802 à Amiens et mort le 29 septembre 1854 à Paris, est un journaliste et diplomate français.

## Biographie
Fils ainé de Jullien de Paris et frère de l’ingénieur Adolphe Jullien, Auguste Jullien fut d’abord, de 1811 à 1816, élève de Pestalozzi à Yverdon, avant de vivre 2 ans avec sa mère à Lausanne où il eut J.-E. Mieg, un collaborateur de Pestalozzi, comme précepteur. Après avoir fait des études de droit à Paris, il a été attaché à la Revue encyclopédique dont son père était le directeur. Il la dirigea lui-même en 1829 et 1830 et, en 1831, il s’adjoignit Anselme Pétetin.
Deux ans plus tard, il prit, à la fondation du Musée des familles, la rédaction en chef de ce recueil. Il fit ensuite la Revue républicaine (attention cette Revue est répertoriée sur Wikipédia comme  fondée en 2002 et liée au RPR !!!) avec Dupont de Bussac, Godefroy Cavaignac, Louis Blanc, Hippolyte Dussard, Gervais de Caen, etc. puis passa au journal le Temps, auquel il collabora jusqu’en 1842.
En 1848, il travaillait à la Semaine, lorsqu’il fut envoyé à Francfort avec le titre de secrétaire de légation. Quand Henri Charles Savoye, qui remplissait les fonctions de chargé d’affaires, fut remplacé, il donna sa démission. En 1849, lors du changement de rédaction au Siècle, il intégra ce journal.
Edmond Texier le décrit comme « un homme de mérite et un journaliste de savoir sous un extérieur très modeste. »

## Sources
- Edmond Texier, Biographie des Journalistes : Histoire des journaux, Paris, Pagnerre, 1850, 256 p. (lire en ligne), p. 129-30.